# Birgit Malsack-Winkemann
Birgit Malsack-Winkemann, née le 12 août 1964, est une magistrate et femme politique allemande. Elle est députée au Bundestag du parti d'extrême droite Alternative pour l'Allemagne de 2017 à 2021.

## Biographie

### Études de droit et activités de magistrate
Birgit Malsack-Winkemann commence ses études de droit à l'université Ruprecht-Karls de Heidelberg. Elle obtient son doctorat en 1991 et passe son examen d'État en 1993 à Stuttgart. À partir de 1993 et jusqu'à son entrée au Bundestag en 2017, elle siège comme juge au tribunal régional de Berlin.
Après avoir quitté le Bundestag, elle retourne au tribunal régional de Berlin dans une chambre civile compétente en matière de droit de l'urbanisme. Au moment de son arrestation en décembre 2022, elle est sous le coup d'une procédure judiciaire, car soupçonnée d'enfreindre la loi contre la discrimination,,.

### Carrière politique
Birgit Malsack-Winkemann est élue députée de la 19e législature du Bundestag en 2017, dans l'arrondissement de Steglitz-Zehlendorf. L'un des thèmes majeurs de ses discours de campagne devant le congrès du parti régional est la répartition de la charge fiscale en Allemagne.
Lors de cette législature, elle est vice-présidente de la sous-commission sur les questions de l'Union européenne. En outre, elle est membre titulaire de la commission des budgets et membre suppléante de la commission des finances et de la commission mixte.
En septembre 2020, elle est à l'origine d'une infox en prétendant qu'une collégienne serait morte en raison du port du masque obligatoire lors de la pandémie de Covid-19.

### Le complot des citoyens du Reich
Elle est arrêtée le 7 décembre 2022, soupçonnée de faire partie d'un complot du Mouvement de citoyens du Reich visant à faire un coup d'État et à la désigner ministre de la Justice. Elle aurait[Selon qui ?] agi de concert avec le promoteur immobilier Henri XIII de Reuss, membre de la maison Reuss, sa compagne Vitalia B, une ressortissante russe, un ex-lieutenant colonel qui a quitté l'armée allemande à la fin des années 1990, tous également inculpés, et 27 autres personnes visées par l'enquête. 
Après son arrestation, elle encourt, comme juge, des sanctions disciplinaires.